# Nick Eversman
Nick Eversman é um ator americano, mais conhecido por seu papel como Michael Winstone na série de drama mistérioso Missing. Porém seu maior trabalho foi interpretando Sean Collins no curta LGBT  Pretty Boy.

## Trabalhos

### Filmes
| Ano  | Nome                    | Personagens   |
| ---- | ----------------------- | ------------- |
| 2009 | Innocent                | Shane         |
| 2010 | The Runaways            | Rocker Boy    |
| 2010 | Vampires Suck           | Jeremiah      |
| 2011 | Hellraiser: Revelations | Steven Craven |
| 2011 | Urban Explorer          | Denis         |
| 2012 | "Happy DownloadDay"     | Sam           |
| 2012 | Deep Dark Canyon        | Skylar Towne  |
| 2014 | Wild                    | Ritchie       |
| 2015 | The Duff                | Toby Tucker   |
| 2015 | Prettry Boy             | Sean Collins  |

### Televisão
| Nome | Nome             | Personagens              | Notas                             |
| ---- | ---------------- | ------------------------ | --------------------------------- |
| 2009 | The Kari Files   | Silverstein              | Curta                             |
| 2009 | A Marriage       | Jake Gabriel             | Filme de TV                       |
| 2010 | Ghost Whisperer  | Mike Walker              | Episódio: "Blessings in Disguise" |
| 2010 | CSI: Miami       | Todd Bradstone           | Episódio: "In the Wind"           |
| 2010 | House MD         | Nick                     | Episódio: "Black Hole"            |
| 2011 | NCIS             | Judd Stern               | Episódio: "Defiance"              |
| 2011 | Cinema Verite    | Grant Loud               | Filme de TV                       |
| 2012 | Missing          | Michael Winstone         | Elenco Principal                  |
| 2016 | Once Upon A Time | First Mate/Liam Jones II | Episódio: "Dark Waters"           |

### Ligações Externas
- Nick Eversman. no IMDb.
- Nick Eversman no X